# Bourton-on-the-Water
Pour les articles homonymes, voir Bourton.
 (septembre 2021).
Si vous disposez d'ouvrages ou d'articles de référence ou si vous connaissez des sites web de qualité traitant du thème abordé ici, merci de compléter l'article en donnant les références utiles à sa vérifiabilité et en les liant à la section « Notes et références ».

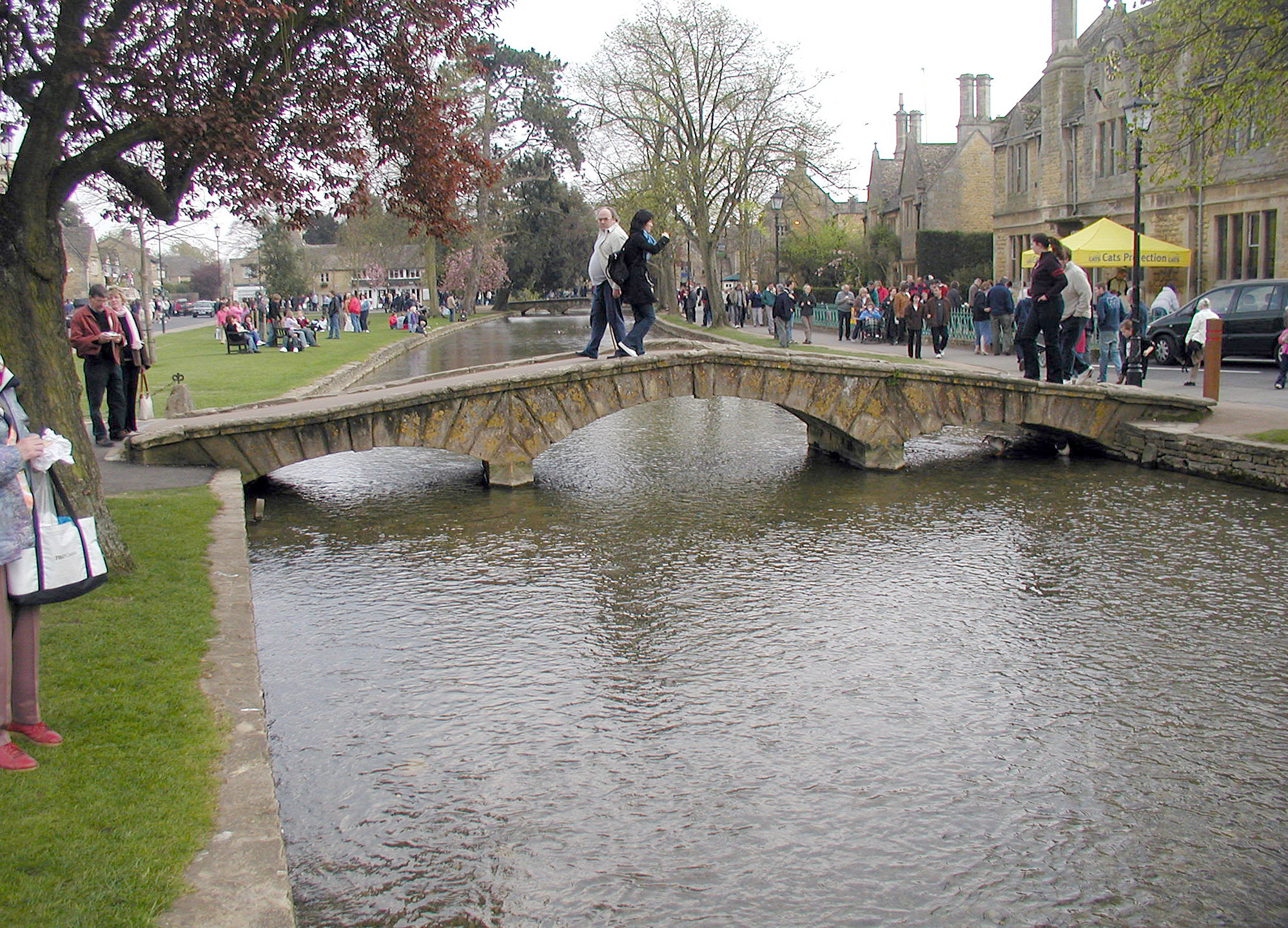
Une passerelle piétonne enjambant la Windrush.

Bourton-on-the-Water est un village anglais situé dans le district de Cotswold et le comté de Gloucestershire.
Surnommée la « Venise des Cotswolds » à cause des nombreux ponts traversant la Windrush, rivière coulant à travers le village, Bourton-on-the-Water est une destination touristique comptant de nombreuses attractions.
C'est un des centres touristiques les plus appréciés des Cotswolds, avec un village modèle, « Birdland », et un musée de l'Automobile.
Une maquette du village réalisée en 1937 se trouve dans le village. Réalisée à l'échelle 1/9e, elle est suffisamment grande pour que l'on puisse s'y balader. Puisque cette maquette se trouve dans le village, elle y est représentée également. De la même manière, cette maquette est représentée dans la maquette représentée dans la maquette du village.

## Histoire
La preuve la plus ancienne de l'activité humaine dans la région de Bourton-on-the-Water a été trouvée dans l'épandage de tombes de Slaughter Bridge, où des poteries néolithiques (datées d'environ 4000 av. J.-C.) ont été découvertes. En outre, les fouilles du camp de Salmonsbury témoignent d'une habitation presque continue pendant la période néolithique, l'âge du bronze et toute la période romaine de l'Angleterre (de 43 à 410 après J.-C. environ). Une route romaine, Icknield Street (également connue sous le nom de Ryknild Street), allait de la Fosse Way à Bourton-on-the-Water à Templeborough dans le South Yorkshire. Des poteries et des pièces de monnaie romaines anciennes découvertes dans le village même témoignent clairement d'une occupation romaine prolongée. Au XIe siècle, une église chrétienne, Norman, était établie et le village s'était développé le long de la rivière Windrush, à peu près comme il l'est aujourd'hui. Des siècles plus tôt, une église saxonne en bois, construite sur le site d'un ancien temple romain, avait été érigée à cet endroit vers 708 apr. J.-C. Une partie de l'église St Lawrence qui se trouve aujourd'hui sur ce site a été construite au XIVe siècle, mais la plus grande partie date des XVIIe et XVIIIe siècles.
Le village a été desservi par un chemin de fer pour passagers entre 1862 et 1962. Le tourisme n'est pas devenu un facteur significatif dans le village avant les années 1920 et 1930. Le village modèle a ouvert ses portes en 1937. Il y a eu une augmentation significative de la population entre 1931 et 1951.
À la suite de la formation de la Territorial Force en 1908, la ville, pour le recrutement, a été accordée au Royal Gloucestershire Hussars. À la suite de cette formation, le régiment a maintenu une troupe de l'escadron B. Aujourd'hui, le régiment, devenu un escadron du Royal Wessex Yeomanry, continue de recruter dans cette région.
Les maisons et les magasins du village sont construits en pierre calcaire jaune caractéristique des Cotswolds et possèdent les embellissements qui rendent l'architecture des Cotswolds si pittoresque : pignons en saillie, cordons, fenêtres avec meneaux en pierre, larmiers et capuchons en pierre au-dessus des portes.
Des parties du film Die Another Day (2002) de James Bond ont été tournées sur le parking de Bourton-on-the-Water et sur l'ancienne piste d'atterrissage de la RAF Little Rissington, située à proximité.